# Institut nordique d'Afrique
L'Institut nordique d’Afrique d’Uppsala en Suède mène des recherches et fournit des ressources sur l’Afrique contemporaine. L’Institut aide les décideurs et les acteurs du changement des pays nordiques à comprendre les perspectives africaines contemporaines et les dynamiques sociétales. En tant qu’agence publique suédoise relevant du ministère des Affaires étrangères et bénéficiant du soutien de plusieurs gouvernements nordiques, l’Institut constitue une plateforme unique de partage des connaissances entre l’Afrique et les pays nordiques.